# Roy Dotrice

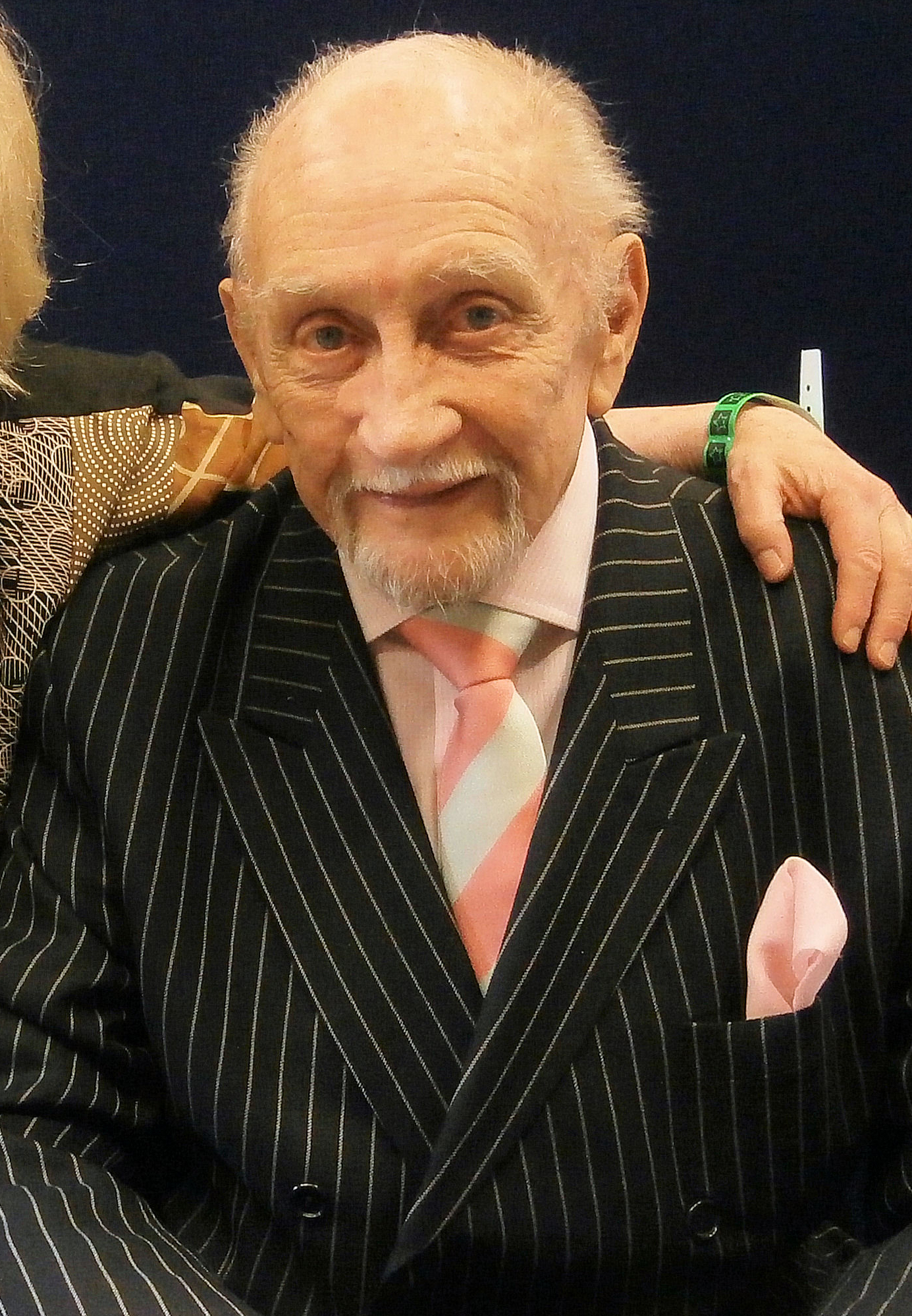
Roy Dotrice (2014)

Roy Dotrice, OBE, (* 26. Mai 1923 auf Guernsey, Kanalinseln; † 16. Oktober 2017 in London) war ein britischer Schauspieler und Hörbuchsprecher.

## Leben
Roy Dotrice wurde 1923 auf der britischen Kanalinsel Guernsey geboren. Als er während seines Einsatzes im Zweiten Weltkrieg in Gefangenschaft geriet, entdeckte er die Schauspielerei. Nach seiner Rückkehr aus Deutschland studierte er an der Royal Academy of Dramatic Art und schloss sich 1957 der Royal Shakespeare Company an.
In den 1970er-Jahren ging er in die Vereinigten Staaten, dort machte er sich einen Namen als Nebendarsteller in Filmen und Fernsehserien. Besonders häufig trat er im Fantasy-Genre auf, übernahm aber auch die Rolle des Leopold Mozart in Miloš Formans Filmdrama Amadeus. Daneben übernahm er zahlreiche Rollen am Broadway und gewann dort für seinen Auftritt in Eugene O’Neills Ein Mond für die Beladenen einen Tony Award. Zuletzt stand er 2012 in der Rolle des Alchemisten Hallyne in der Fernsehserie Game of Thrones vor der Kamera. Dotrice hatte zuvor bereits sämtliche Das Lied von Eis und Feuer Romane als Hörbücher eingelesen.
Im Jahr 2011 erhielt er den Weltrekord für die meisten Charakterstimmen in einem Hörbuch für seine Aufnahme von "A Game of Thrones", die 224 enthielt.
Roy Dotrice war von 1947 bis zu deren Tod im Jahr 2007 mit seiner Kollegin Kay Dotrice verheiratet. Die drei gemeinsamen Töchter Karen, Michele und Yvette sind ebenfalls Schauspielerinnen.

## Auszeichnungen
Für seine Darstellung in dem Stück Ein Mond für die Beladenen (A Moon for the Misbegotten) wurde Dotrice mit einem Tony Award als Bester Nebendarsteller ausgezeichnet.

## Theater-Engagements
- 1960: Der Hausmeister (The Caretaker)
- 1985: Ein Feind des Volkes (Enemy of the People)[4]
- 2000: Ein Mond für die Beladenen (A Moon for the Misbegotten)
- 2007–2008: One Man Show basierend auf der Autobiografie Brief Lives von John Aubrey[5]

## Filmografie (Auswahl)
- 1957: Huntingtower (Fernsehserie, Folge 1x06)
- 1957: Escape (Fernsehserie, Folge 1x04 The Warrant Officer)
- 1957: Treasure Island (Fernsehfilm)
- 1965: Kennwort „Schweres Wasser“ (The Heroes of Telemark)
- 1975: Mondbasis Alpha 1 (Space: 1999, Fernsehserie, 2 Folgen)
- 1984: Hart aber herzlich (Hart to Hart, Fernsehserie, Folge: "Der Tod tanzt im 3/4-Takt")
- 1984: Amadeus
- 1984: Cheech und Chong – Weit und breit kein Rauch in Sicht (Cheech & Chong’s The Corsican Brothers)
- 1985: Eliminators
- 1986: Shaka Zulu (Fernsehserie, 1 Folge)
- 1986: Das A-Team (The A-Team, Fernsehserie, 1 Folge)
- 1987: Die Jugend des Magiers (Young Harry Houdini)
- 1987–1990: Die Schöne und das Biest (Beauty and the Beast, Fernsehserie, 54 Folgen)
- 1991: Der Ritter aus dem All (Suburban Commando)
- 1992: Liebe und Eis (The Cutting Edge)
- 1993–1996: Picket Fences – Tatort Gartenzaun (Picket Fences, Fernsehserie, 15 Folgen)
- 1994: Unter Haien in Hollywood (Swimming with Sharks)
- 1995: Der scharlachrote Buchstabe (The Scarlet Letter)
- 1996: Das Seattle Duo (Mr. & Mrs. Smith, Fernsehserie, 12 Folgen)
- 1998: Hercules (Hercules: The Legendary Journeys, Fernsehserie, 3 Folgen)
- 1998: Verschwörung gegen den Weihnachtsmann (Like Father, Like Santa, Fernsehfilm)
- 1998: Sliders – Das Tor in eine fremde Dimension (Fernsehserie, 1 Folge)
- 2000: Madigan Men (Fernsehserie, 12 Folgen)
- 2003: Angel – Jäger der Finsternis (Fernsehserie, 1 Folge)
- 2004: Lady Musketier – Alle für Eine (La Femme Musketeer, Fernsehfilm)
- 2006: Played – Abgezockt (Played)
- 2008: Hellboy – Die goldene Armee (Hellboy II: The Golden Army)
- 2012: Game of Thrones (Fernsehserie, 2 Folgen)